# Blankwaffe

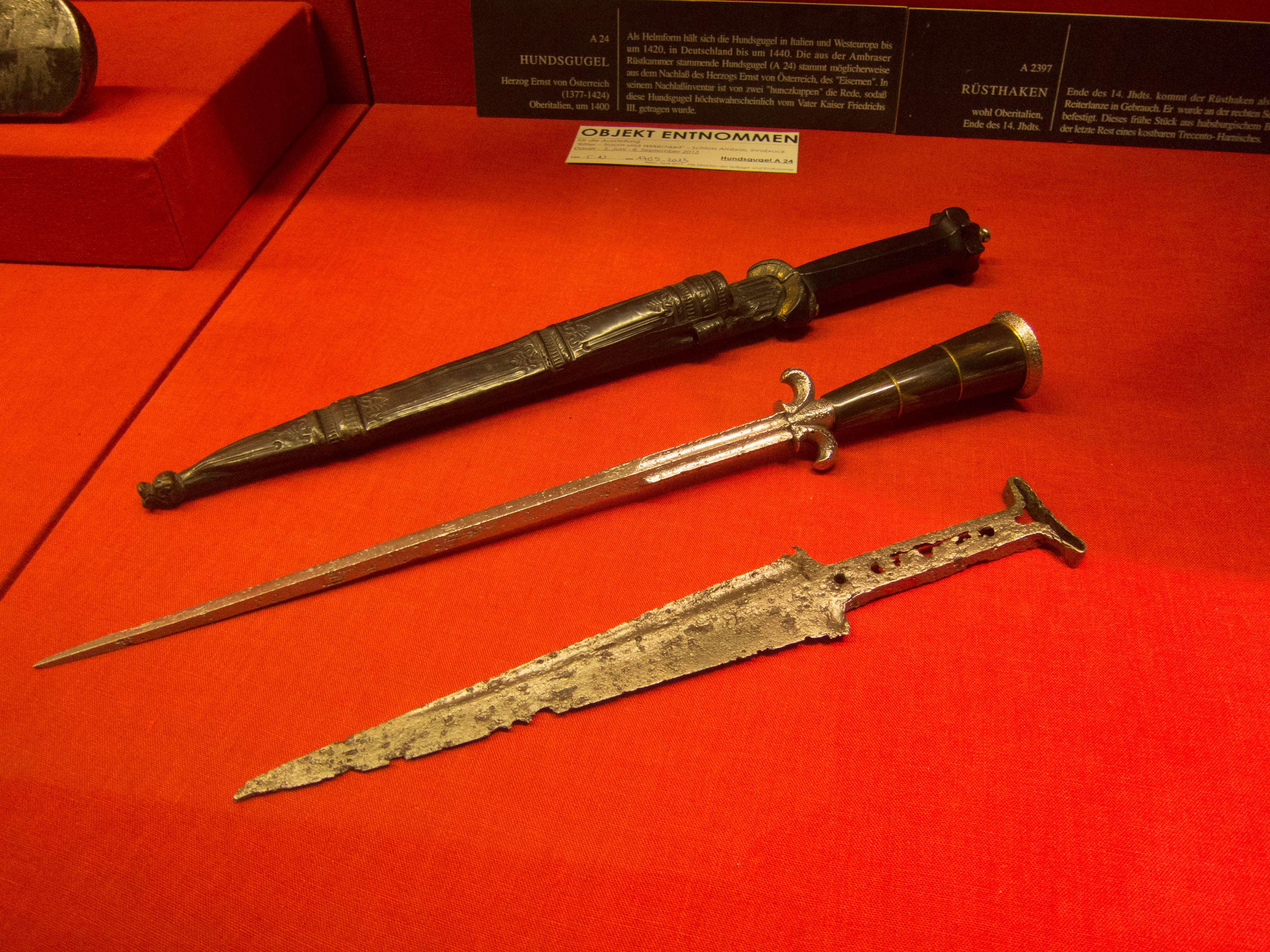
Mittelalterliche Blankwaffen

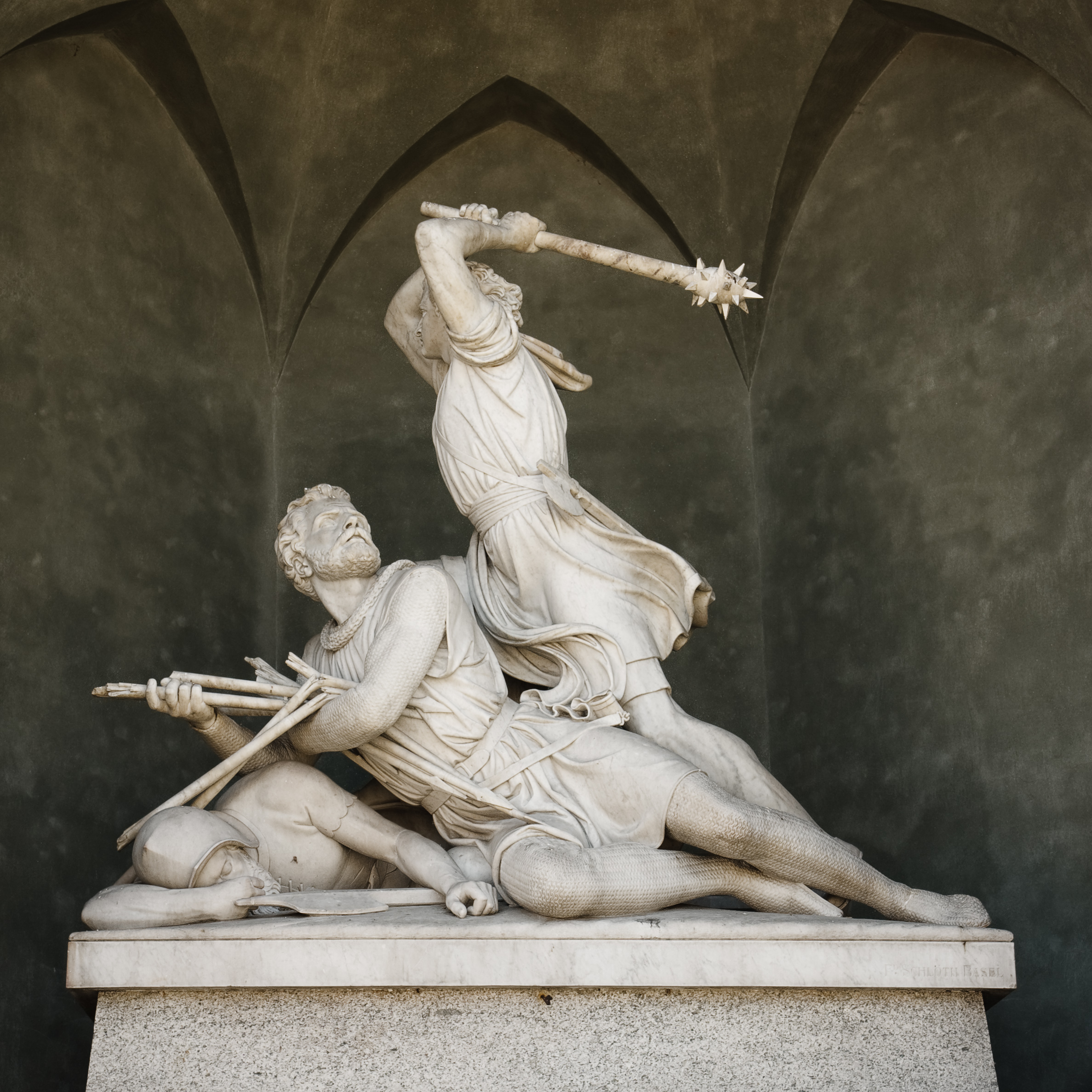
Winkelrieddenkmal mit Morgenstern

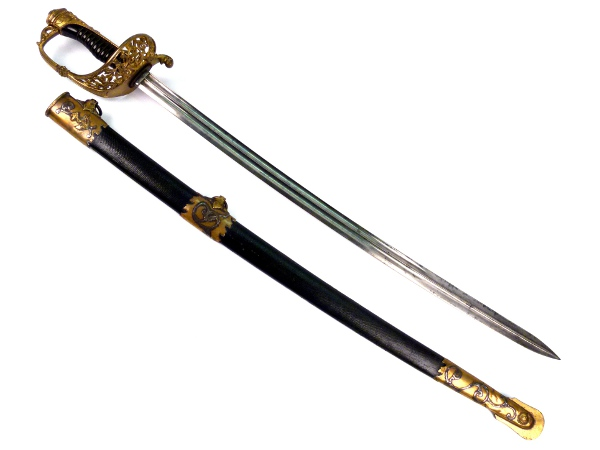
Säbel aus dem Amerikanischen Bürgerkrieg

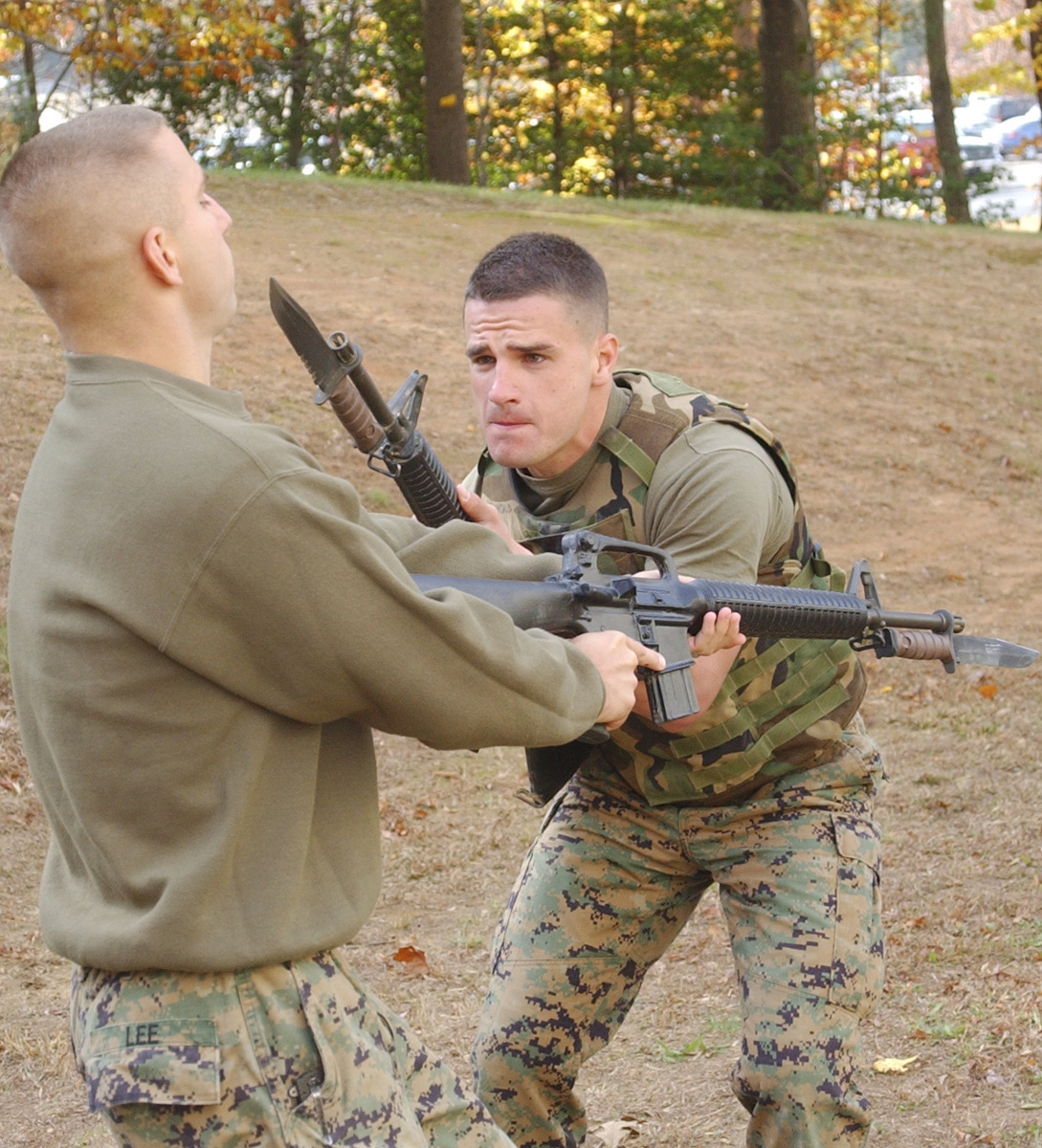
Moderner Bajonettkampf

Eine Blankwaffe, auch blanke Waffe, ist eine Handwaffe, die ihre Wirkung durch den direkten Einsatz von Muskelkraft entfaltet.

## Begriffe
Blankwaffen sind eine Untermenge der Trutzwaffen, also Waffen zur Schädigung des Feindes (im Unterschied zu Schutzwaffen wie dem Schild).
- Klingenwaffen mit Hiebklingen (z. B. Säbel) wirken durch die Schärfe ihrer Klingen spaltend. Dieser Waffentyp wird Hiebwaffe genannt.
- Klingenwaffen mit Stichklingen (z. B. Dolch) wirken durch ihre spitze Form, die das Eindringen dieser Waffen in einen Gegner ermöglicht. Dieser Waffentyp wird Stichwaffe genannt.
- Ist die Klinge an einer langen Stange (Schaft) befestigt, spricht man von Stangenwaffen.
- Zur Jagd verwendete Klingenwaffen werden üblicherweise kalte Waffen genannt.
- Schlagwaffen sind eine weitere Art, unter denen sich der Streitkolben, der Morgenstern und Keulen zusammenfassen lassen.

In weitergehenden Definitionen werden zu den Blankwaffen auch Fernwaffen gezählt, bei denen gespeicherte Muskelkraft die Energie liefert. Dazu gehören Pfeil und Bogen sowie die Armbrust.

## Zweck
Blankwaffen haben heute beim Militär, ausgenommen bei Spezialeinheiten, nur noch eine untergeordnete Bedeutung, da der moderne militärische Nahkampf mit der Schusswaffe entschieden wird. Blankwaffen dienten zum unmittelbaren Kampf mit dem Gegner, als Soldaten noch in der Masse mit Karabinern als Einzelladern ausgestattet waren oder wenn Munition durch mangelnden Nachschub nur bedingt zur Verfügung stand.